# Lagoa do Carvão
Lagoa do Carvão (portugiesisch ‚Kohlensee‘) ist ein See in Portugal auf der Azoren-Insel São Miguel im Kreis Ponta Delgada. Der Kratersee liegt in der Serra Devassa auf etwa 680 m Höhe über dem Meeresspiegel am Fuße des Nordhangs des Pico do Carvão (813 m) und ist zirka 0,6 ha groß. Sein Wasser ist mesotroph.